# 34. rozdanie nagród Złotych Malin
34. rozdanie nagród Złotych Malin za rok 2013. Nominacje zostały ogłoszone 27 stycznia 2014 r. Zwycięzcy zostali ogłoszeni zgodnie z tradycją na dzień przed ceremonią wręczenia Oskarów 1 marca 2014 r.

## Laureaci i nominowani
Laureaci nagród zostali wyróżnieni wytłuszczeniem

### Najgorszy film
- Movie 43
  - 1000 lat po Ziemi
  - Jeszcze większe dzieci
  - Jeździec znikąd
  - A Madea Christmas

### Najgorszy aktor
- Jaden Smith – 1000 lat po Ziemi
  - Johnny Depp – Jeździec znikąd
  - Ashton Kutcher – Jobs
  - Adam Sandler – Jeszcze większe dzieci
  - Sylvester Stallone – Kula w łeb, Plan ucieczki i Legendy ringu

### Najgorsza aktorka
- Tyler Perry – A Madea Christmas
  - Halle Berry – Połączenie i Movie 43
  - Selena Gomez – Wyścig po życie
  - Lindsay Lohan – The Canyons
  - Naomi Watts – Diana i Movie 43

### Najgorsza aktorka drugoplanowa
- Kim Kardashian – A Madea Christmas
  - Lady Gaga – Maczeta zabija
  - Salma Hayek – Jeszcze większe dzieci
  - Katherine Heigl – Wielkie wesele
  - Lindsay Lohan – InAPPropriate Comedy, Straszny film 5

### Najgorszy aktor drugoplanowy
- Will Smith – 1000 lat po Ziemi
  - Chris Brown – Bitwa roku
  - Larry the Cable Guy – A Madea Christmas
  - Taylor Lautner – Jeszcze większe dzieci
  - Nick Swardson – Dom bardzo nawiedzony, Jeszcze większe dzieci

### Najgorszy reżyser
- 13 osób, które reżyserowało Movie 43
  - Dennis Dugan – Jeszcze większe dzieci
  - Tyler Perry – A Madea Christmas, Zakazane pragnienia
  - M. Night Shyamalan – 1000 lat po Ziemi
  - Gore Verbinski – Jeździec znikąd

### Najgorszy ekranowa ekipa
- Jaden Smith i Will Smith na planecie nepotyzmu – 1000 lat po Ziemi
  - Cała obsada filmu Jeszcze większe dzieci
  - Cała obsada filmu Movie 43
  - Lindsay Lohan i Charlie Sheen – Straszny film 5
  - Tyler Perry i Larry the Cable Guy albo ta stara peruka i sukienka – A Madea Christmas

### Najgorszy scenariusz
- Movie 43
  - 1000 lat po Ziemi
  - Jeszcze większe dzieci
  - Jeździec znikąd
  - A Madea Christmas

### Najgorszy prequel, sequel, remake lub plagiat
- Jeździec znikąd
  - Jeszcze większe dzieci
  - Kac Vegas III
  - Straszny film 5
  - Smerfy 2